# Холод у липні (фільм)
«Холод у липні» (англ. Cold in July) — незалежний американський кримінальний трилер 2014 року режисера Джима Мікла за сценарієм Мікла та Ніка Дамічі з Майклом Холлом, Семом Шепардом і Доном Джонсоном у головних ролях. Фільм є адаптацією роману Джо Р. Ленсдейла «Холод у липні».

## Синопсис
Дія фільму розгортається в Техасі 1980-х років. Річард Дейн (Майкл Холл) вбиває грабіжника, і батько останнього (Сем Шепард) прагне помститися. Напруження зростає, коли з’являється приватний детектив (Дон Джонсон).

## Акторський склад
| Актор              | Роль          |
| ------------------ | ------------- |
| Майкл Холл         | Річард Дейн   |
| Сем Шепард         | Бен Рассел    |
| Дон Джонсон        | Джим Боб Люк  |
| Вінесса Шоу        | Енн Дейн      |
| Нік Дамічі         | Рей Прайс     |
| Ваятт Расселл      | Фредді Рассел |
| Ленні Флаерті      | Джек Кроу     |
| Рейчел Зейгер-Гааг | Валері        |
| Броган Холл        | Джордан Дейн  |

## Виробництво

### Розробка
Продюсери Лінда Моран та Рене Бастьєн мали легший процес фінансування фільму, ніж попередні роботи Мікла, оскільки його репутація зросла; Моран зазначила, що вони «довгий час працювали над збором коштів для цього фільму всіма можливими способами.» B Media Global, підрозділ французької компанії Backup Media, повністю профінансував фільм «Холод у липні». Це перший фільм, який був повністю профінансований Backup Media. Будучи шанувальником Лансдейла, Мікл почав читати його романи для задоволення. Прочитавши «Холод у липні» всього за кілька годин, він із захопленням усвідомив, що раніше не бачив таких елементів у фільмах, і вирішив адаптувати цей роман. Мікл сказав, що фільм було важко пітчити, оскільки він постійно розвивається і перевтілюється. Щоб заспокоїти інвесторів, Мікл описував корейські трилери, які досягли успіху з подібними змінами тону, але зізнається, що сумнівається, що зміг когось переконати.
Мікл заявив, що йому було важко зняти фільм — від моменту, коли він вперше прочитав роман, минуло сім років. Перша чернетка сценарію, який був дослівною копією роману, складав 220 сторінок; відтоді Мікл та Дамічі скоротили сценарій до більш зручного розміру. Остаточний варіант сценарію був віддалений від роману, але вони вважали, що він залишився близьким за духом. Лансдейл сказав, що бачив усі редакції сценарію, окрім останньої, і «відчув повагу протягом усього процесу». Хоча оригінальна книга не була призначена для екранізації, Лансдейл зазначив, що фільми мали вторинний вплив на історію, і ця історія «безумовно підходить до кіно».
Коли вони адаптували новелу, то зрозуміли, що їхні вірні сценарії були надто довгими, що порушувало ритм оригіналу. Зрештою, вони змогли скоротити його, видаливши непотрібні діалоги, які можна було замінити мовою тіла. Змінювати час подій ніколи не розглядалося, оскільки Мікл вважав, що теми мужності та чоловічої гідності походять з минулої епохи, яка не підійшла б для сучасних умов. Сем Шепард також зробив свій внесок у сценарій. Мікл та Дамічі зіткнулися з однією особливо складною сценою і обговорювали можливість її повного видалення. Коли Шепард запропонував переписати її, Мікл із вдячністю прийняв цю пропозицію. Шепард повернувся з однією надрукованою сторінкою і запропонував узгодити її з Дамічі, але Мікл сказав, що це не потрібно, і прийняв її у такому вигляді.
Мікл та Дамічі приваблював крос-жанровий стиль Лансдейла, оскільки їхні власні фільми також були крос-жанровими. Хоча вони головним чином відомі своєю роботою в жанрі жахів, Дамічі та Мікл заявили, що їх більше цікавить розповідь історій та створення якісних фільмів, а Дамічі зазначив, що вони можуть повернутися до зйомок жахів у будь-який час. Мікл використав персонажа Голла для створення основи фільму і щоб глядачі не відчували себе загубленими під час переходу між жанрами. Мікл прагнув уникнути очевидної жанрової категоризації та передбачуваності, оскільки вважав, що жанрові фільми потребують нових підходів. Покупці раніше заохочували його перемонтувати один із його фільмів так, щоб глядачі могли легко визначити жанр, обмежений шістьма піджанрами, у перші десять хвилин. Мікл сказав, що їхні поради його «шокували».

### Препродукція
У вересні 2013 року Сем Шепард, Дон Джонсон і Вінесса Шоу приєдналися до Майкла Холла, який вже був обраний на головну роль. За словами Холла, після ознайомлення зі сценарієм його занепокоєння з приводу того, що роль буде типовою для нього, розвіялися. «Холод у липні» був знятий після закінчення «Декстера», і Холл зацікавився цією роллю через бажання зіграти більш нормального персонажа; Холл назвав цю роль терапевтичною, оскільки вона дозволила йому перейти від ролі культового серійного вбивці Декстера Моргана. Роль також сподобалася Холлу через відсутність у його героя контролю над власним життям, що сильно контрастувало з самовпевненим і контрольованим Декстером.
Мікл затвердив Холла, оскільки був фанатом серіалів «Клієнт завжди мертвий» і «Декстер» і вважав Майкла одним із найкращих акторів. Холл також вразив Мікла своєю особистістю поза кадром, яка була напрочуд нормальною та абсолютно не схожою на його телевізійних персонажів. Коли Холл був обраний, Мікл сказав, що решта акторів одразу «fell in place from there». Мікл звертався до Шепарда ще сім років тому, але тоді Шепард заявив, що йде з акторської кар’єри. Однак після того, як Холл був обраний на головну роль, Мікл знову зв’язався з Шепардом. Шепард висловив інтерес до сценарію, і Моран запропонувала вибрати Дона Джонсона, який вразив Мікла своїми недавніми ролями в кіно. Коли він прочитав сценарій, Джонсон сказав, що був «захоплений тим, як у нього були різні ритми та темпи», і він «не знав, що в біса станеться на десятій сторінці».

### Зйомки та постпродакшн
На Мікла вплинули «Придорожній заклад» і південнокорейський трилер «Спогади про вбивство». Після вивчення феміністичних тем у «Ми такі, які є», Мікл хотів дослідити більш чоловічі теми в «Холоді у липні». Мікл назвав «Холод у липні» «іншою стороною медалі» до «Ми такі, які є». Мікл намагався працювати над багатьма темами 1980-х і посилався на роботи Джона Карпентера того періоду. Після своїх попередніх фільмів Мікл втомився від міських постановок і шукав щось менш урбаністичне. Зйомки почалися в Кінгстоні 29 липня 2013 року. Локації включали Есопус, Вудсток та інші місця в Hudson Valley. Фільм знімався на камеру Red Epic. Зйомки тривали 25 днів.

## Випуск
Прем'єра фільму відбулася на кінофестивалі Sundance 2014. Компанія IFC Films оголосила, що придбала права на фільм у Північній Америці за 2 мільйони доларів, і випустила фільм у кінотеатральний прокат 23 травня 2014 року. Фільм зібрав 40 317 доларів у перший вікенд прокату і 427 418 доларів загалом у Північній Америці. Icon Productions випустила його у Великій Британії, де він зібрав ще $682 258. Фільм було відібрано для показу в рамках секції «Двотижневик режисерів» Каннського кінофестивалю 2014 року. MPI Home Video випустив його на домашнє відео в Сполучених Штатах 30 вересня 2014 року. У Північній Америці продаж відео склав 525 260 доларів.